# Marco Kunz
Marco Maarten Christiaan Kunz (Delft, 25 mei 1970) is een voormalig Nederlands waterpolospeler.
Marco Kunz nam eenmaal deel aan de Olympische Spelen, in 1996. Hij eindigde met het Nederlands team op de tiende plaats. Kunz kwam tijdens zijn sportloopbaan uit voor DZV uit Delft, VZC Veenendaal en AZ&PC uit Amersfoort. 
Momenteel is hij actief in de jeugdafdeling van VZC.
Arie van de Bunt · 
Gert de Groot · 
Arno Havenga · 
Koos Issard · 
Bas de Jong · 
Niels van der Kolk · 
Marco Kunz · 
Harry van der Meer · 
Hans Nieuwenburg · 
Joeri Stoffels · 
Eelco Uri · 
Wyco de Vries